# Maratus tasmanicus
Maratus tasmanicus es una especie de araña del género Maratus, familia Salticidae. Fue descrita científicamente por Otto & Hill en 2013.
Habita en Australia (Victoria, Tasmania). Los machos miden de 4,39 a 5,10 mm, la hembra mide de 5,24 a 5,62 mm y se distingue fácilmente del macho.